# 新草坪球場
新草坪球場（The New Lawn）因贊助原因也被稱為博特新草坪球場（The Bolt New Lawn），是一座位於英國格洛斯特郡內爾斯沃思的專用足球場。自2006年以來，它一直是全國聯賽俱樂部格林森林流浪的主場。在2007–08賽季期間，該體育場與格洛斯特城足球會共享。體育場的容量為5,147人，其中2,000個是座位。它取代了草坪球場（The Lawn Ground）作為格林森林流浪的主場，直到2015年於M5高速公路附近被興建的新體育場取代。在2020年，該場地因與Innocent Drinks的贊助協議而更名為The Innocent New Lawn Stadium。在2021年，該體育場又以YouTube頻道Fully Charged的名字重新命名。

## 體育場
該體育場的建設預算為300萬英鎊，於2003年10月獲得當地市議會成員的批准，儘管由於將開發項目設置在學校運動場上，引起了許多當地居民的反對。建設工作於2005年5月3日開始。
新體育場設有230個車位、3個巴士停車位，容量為5,147人，並擁有兩個座位看台——主看台和另一個座位看台。體育場還設有休閒俱樂部、健身房、桑拿、會議及會議設施，以及酒吧和許多其他設施。該體育場每週七天用於不同的活動。距離體育場最近的火車站是斯特勞德。
體育場於2006年7月首次用於與史雲頓的季前友誼賽，並於2006年9月正式啟用，當時英格蘭C隊與森林綠進行了一場友誼賽。到目前為止，在新草坪體育場的最多觀眾人數是在2009年1月的足總盃第三輪比賽中，當時4,836名觀眾目睹森林綠以3-4的比分險勝德比郡。
在2007–08賽季，因為他們的主場受到嚴重洪水影響，格洛斯特城與該體育場共享使用。此後，他們已經返回格洛斯特市，經歷了在賽倫塞斯特鎮、車頓咸和伊夫舍姆聯的短暫逗留。
在2009年4月，新草坪體育場舉辦了英格蘭足球議會聯賽盃決賽，格林森林流浪對陣森AFC泰福特聯，最終AFC泰福特聯以點球3-0獲勝，90分鐘內雙方戰成平局，2009年12月，該場地被選為布里斯托市2018年國際足聯世界杯申請中的訓練場地。
2011年6月，體育場的草坪開始進行改造，成為全球首個有機足球場。隨後在2011年12月，EESI看台安裝了180個太陽能電池板，以幫助俱樂部自產電力。
2012年4月，俱樂部引入了英國足球場上首個太陽能驅動的機器人割草機。這款名為「割草機機器人」（mow bot）的Etesia機器人割草機使用GPS技術自動導航，無需人力干預。
2012年8月，曼聯XI在該場地進行了一場季前友誼賽，以支持由格林森林流浪主席戴爾·文斯和加里·內維爾創建的「體育可持續性基金會」。
2014年8月25日，在BT Sport直播的全國聯賽德比賽中，布里斯托流浪的比賽吸引了3,781名觀眾，創下了該體育場歷史上最高的聯賽觀眾人數。
2014年11月1日，該體育場舉辦了世界上首場純素足球賽，對陣林肯城的全國聯賽比賽。這場比賽得到了保羅·麥卡特尼和斯特拉·麥卡特尼的支持。

## 外部連結
- 將綠色融入格林森林流浪 （页面存档备份，存于） ITV新聞